# Hermann Lohse
Hermann Lohse (* 18. September 1815 in Magdeburg; † 23. Mai 1893 in Köln) war ein deutscher Bauingenieur und preußischer Baubeamter, der durch den Bau eiserner Eisenbahnbrücken in Deutschland bekannt wurde.

## Leben
Lohse trat 1835 in den preußischen Staatsdienst ein. Von 1838 bis 1840 war er am Bau der Eisenbahnlinie von Magdeburg nach Leipzig beteiligt und ab 1840 als Wasserbaumeister an der Mosel in Koblenz und Cochem. Für die Preußische Ostbahn leitete er in den 1850er Jahren den Bau der ersten großen Eisenbahnbrücken Deutschlands, und zwar der teilweise erhaltenen Weichselbrücke in Dirschau und der im Zweiten Weltkrieg zerstörten Nogatbrücke in Marienburg. Von 1855 bis 1859 wurde nach seinen Planungen die Dombrücke in Köln errichtet, ebenfalls eine Gitterträgerbrücke, die durch die 1907 bis 1911 erbaute Hohenzollernbrücke ersetzt wurde. Danach baute er weitere Eisenbahnbrücken für die Köln-Mindener Eisenbahn-Gesellschaft; für deren Hamburg-Venloer Bahn entstanden 1868 bis 1872 zwei eiserne Brücken über die Elbe in Hamburg: die Süderelbbrücke, heute komplett erneuert, und die Norderelbbrücke, von der nur Fundamente und Pfeiler in der heutigen Brücke erhalten sind.
Lohse ging 1891 in den Ruhestand.

## Lohse-Träger

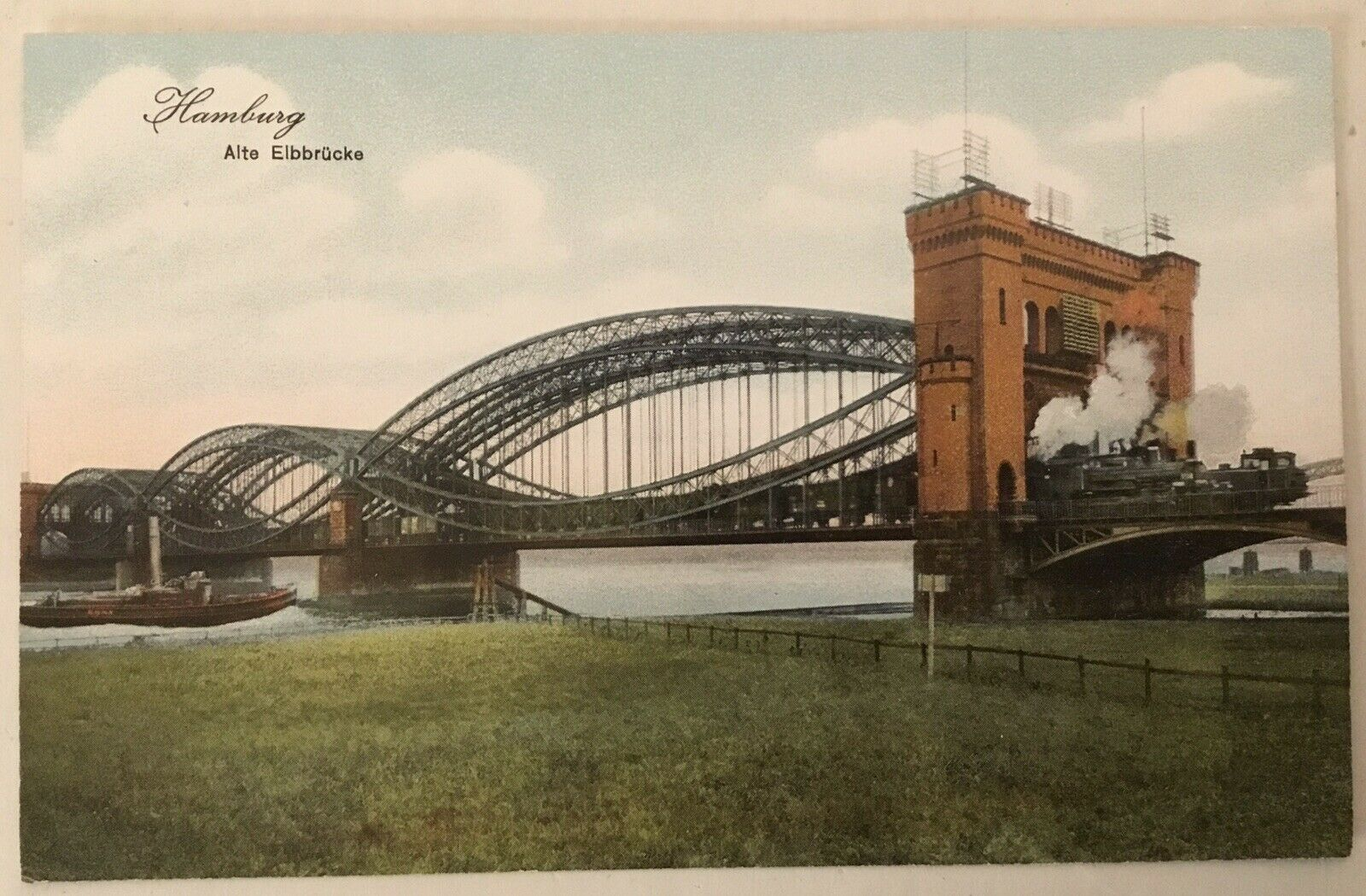
Eisenbahnbrücke über die Elbe in Hamburg mit Lohse-Trägern, erbaut 1868/72

Bei den Hamburger Eisenbahnbrücken über die Norder- und die Süderelbe von 1868 bis 1872 verwirklichte Lohse als maßgeblicher Ingenieur zusammen mit der Brückenbauwerkstatt Johann Caspar Harkort in Duisburg erstmals den von ihm entwickelten und nach ihm benannten Träger. Dieser hat eine Parabel- bzw. Linsenform. Ober- und Untergurt sind hierbei als separate steife Bogenfachwerke ausgebildet, die durch Hängestäbe miteinander verbunden sind, während die Fahrbahn darunter gehängt ist. 1926/27 wurden die Lohse-Träger durch Fachwerkbogen-Überbauten ersetzt.

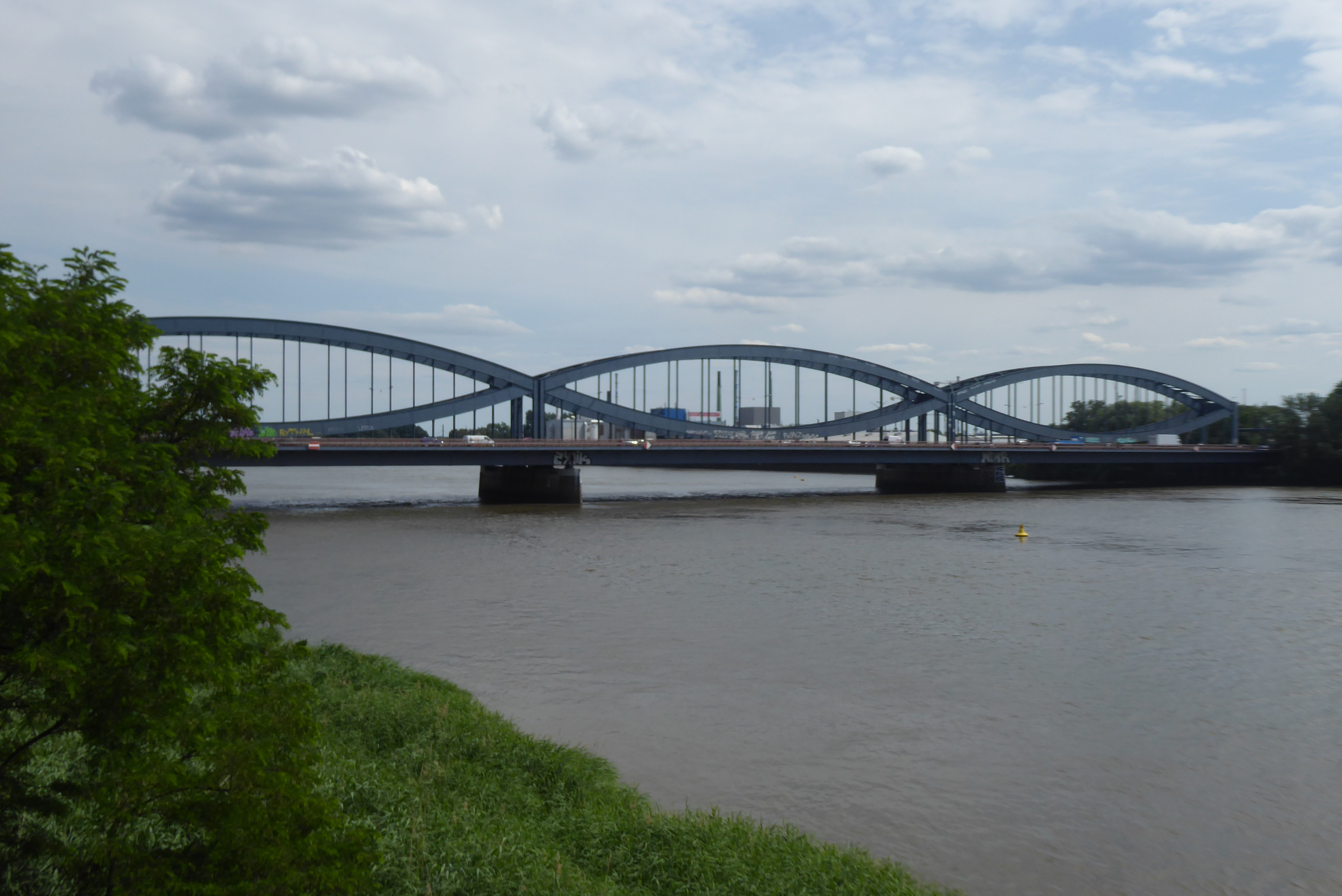
Straßenbrücke von 1887/1928 über die Elbe in Hamburg mit Lohse-Trägern

1884 bis 1887 wurde der Lohse-Träger in Hamburg ein zweites und letztes Mal verwirklicht, und zwar bei einer Straßenbrücke über die Norderelbe, diesmal durch den Hamburger Ingenieur Franz Andreas Meyer wieder in Zusammenarbeit mit Harkort (seit 1872 AG für Eisen-Industrie und Brückenbau vorm. Johann Caspar Harkort). Die Träger wurden 1927/1928 durch Linsenträger mit Vollwandbögen ersetzt. 1956 bis 1960 wurde die Brücke erneut grundlegend umgebaut, die Brückenportale spätestens dabei entfernt. Die Vollwandträger der 1920er Jahre blieben erhalten.
Der Lohse-Träger war im Unterschied zu den damals üblichen Gitterträgern ästhetisch ansprechender und brauchte weniger Material, war allerdings z. T. statisch unbestimmt. Er setzte sich nicht durch, da bald statisch bestimmbare und ästhetisch noch ansprechendere Trägerformen entwickelt wurden.

## Ehrungen
Eine Trägerform im Brückenbau wird nach ihm benannt (Lohse-Träger, vgl. Laves-Träger, Pauli-Träger).
In Hamburg sind der Lohseplatz und der Lohsepark vor dem ehemaligen Hamburg-Hannoverschen Bahnhof, den er erbaute, nach ihm benannt, in Köln die Lohsestraße.

## Schriften
- Die Rheinbrücke bei Cöln. In: Zeitschrift für Bauwesen. Nr. 6, 1857, Sp. 307–314 (zlb.de). Dazu Atlas Blatt 38A
- Die Rheinbrücke bei Cöln. In: Zeitschrift für Bauwesen. Nr. 4, 1863, Sp. 175–196 (zlb.de). Dazu Atlas Blatt 33 bis Blatt 41.